# Диявол назавжди
Диявол назавжди (англ. The Devil All The Time) — американський психологічний трилер, оснований на однойменному романі 2011 року Дональда Рея Поллока. Режисер і співавтор сценарію Антоніо Кампос, продюсер Джейк Джилленхол і Рендалл Постер.
Фільм вийшов 16 вересня 2020 року на Netflix.

## Сюжет
Під час Другої світової війни, служачи на Соломонових островах, морський піхотинець США Віллард Расселл і його патруль знаходять сержанта-артилериста Міллера Джонса, якого японські солдати здерли шкіру й розіп’яли. Переглядаючи його жетон, патруль помічає, що Джонс ще при свідомості. Знаючи, що той не виживе, Віллард дістає пістолет Luger загиблого солдата й стріляє Джонсу в голову, щоб припинити його муки. Після війни, повертаючись додому в Кол-Крік, Західна Вірджинія, Віллард проїжджає через Мід, Огайо, де зустрічає Шарлотт, офіціантку в закусочній, і фотографа Карла Хендерсона. Віллард і Шарлотт одружуються й переїжджають до Нокемстіффа, Огайо, де в них народжується син Арвін.
У 1950 році Хелен Хаттон, яку мати Вілларда, Емма, хотіла бачити його дружиною, виходить заміж за Роя Лаферті. Рой – ексцентричний, але харизматичний євангельський проповідник, який під час проповідей висипає на голову отруйних павуків, демонструючи віру в Бога. У Хелен і Роя народжується донька Ленора. Під час однієї проповіді павук кусає Роя в обличчя, викликаючи сильну алергічну реакцію, що порушує його зв’язок із реальністю. Він починає вірити, що може воскрешати мертвих. Після того, як Хелен залишає Ленору в домі Емми, Рой веде Хелен у ліс і заколює її викруткою в шию. Він намагається воскресити її, але зазнає невдачі. Розбитий горем, Рой автостопом їде геть і потрапляє до Карла Хендерсона та його дружини Сенді, яких він зустрів одночасно з Віллардом і Шарлотт. Карл і Сенді – серійні вбивці, які підбирають чоловіків-автостопників, спокушають їх сексом із Сенді, фотографуючи це, а потім убивають. Рой відмовляється від сексу з Сенді, але Карл усе одно його вбиває.
У 1957 році Віллард споруджує дерев’яний хрест у лісі за своїм будинком, де змушує Арвіна щодня молитися, стоячи на колінах біля «молитовного колоди» – поваленого дерева. Пізніше Шарлотт діагностують рак. Віллард вірить, що може вплинути на Бога палкою молитвою, щоб вилікувати дружину. Він молиться й приносить у жертву собаку Арвіна, розпинаючи її біля колоди. Незважаючи на це, Шарлотт помирає. Знищений горем, Віллард перерізає собі горло біля хреста. Арвін знаходить тіло батька під гниючим трупом собаки й приводить до місця шерифа Лі Бодекера, корумпованого брата Сенді Хендерсон. Арвін переїжджає до бабусі Емми в Кол-Крік, яка також удочерила Ленору.
У 1965 році Арвін, тепер молодий чоловік, що працює на фізичних роботах, отримує на день народження Luger батька від дядька. Він запекло захищає Ленору, яку в школі цькують місцеві хулігани. Одного дня, після їхніх нападок, Арвін жорстоко їх б’є. Побожна Ленора зближується з новим самовпевненим проповідником Престоном Тігардіном, якого Арвін зневажає за те, що той насміхався з Емми. Престон спокушає Ленору, і вона вагітніє. Коли вона повідомляє йому, він її відштовхує. Переповнена цькуванням і вагітністю, Ленора вішається. Після розтину Арвіну повідомляють, що вона була вагітна. Слідкуючи за Престоном, Арвін бачить, як той спокушає іншу дівчину, і розуміє, що Престон – батько дитини. Зустрівшись із ним наодинці в церкві, Арвін убиває Престона з Luger і втікає.
Арвін автостопом вирушає до свого дитячого будинку в Нокемстіффі й потрапляє до Карла й Сенді, чиї стосунки стали ворожими. Помітивши пістолет Карла й зрозумівши їхні наміри, Арвін убиває пару в самообороні. Обшукавши машину, він знаходить докази їхніх серійних убивств і забирає частину з собою. Дізнавшись про вбивство Карла й Сенді, Лі спалює колекцію фотографій Карла в їхній квартирі, щоб захистити себе перед виборами.
Розслідуючи вбивства, Лі робить висновок, що винен Арвін. Він вистежує його до хреста Вілларда, куди Арвін пішов закопати кістки собаки. Коли Арвін кладе кістки в землю під молитовною колодою, з’являється Лі й намагається застрелити його з дробовика. У перестрілці Арвін стріляє Лі в груди. Помираючи, шериф чує від Арвіна пояснення його дій, після чого Арвін підкладає докази злочинів Карла й Сенді до тіла Лі, щоб їх розкрили. Потім Арвін закопує Luger Вілларда разом із кістками собаки.
Коли смерть Престона також розкривається, Арвін автостопом покидає місцевість із хіпі, що прямує до Цинциннаті. У дорозі Арвін засинає, розмірковуючи про своє майбутнє, яке, як він уявляє, буде дуже схожим на долю Вілларда.

## В ролях
| Актор              | Роль                         |
| ------------------ | ---------------------------- |
| Том Голланд        | Арвін Рассел                 |
| Білл Скашгорд      | Віллард Рассел               |
| Райлі Кіо          | Сенді Хендерсон              |
| Джейсон Кларк      | Карл Хендерсон               |
| Елайза Сканлен     | Ленора Лаферте               |
| Себастіан Стен     | шериф Лі Бодекер             |
| Роберт Паттінсон   | преподобний Престон Тігардін |
| Гейлі Беннетт      | Шарлотта Рассел              |
| Міа Васіковська    | Хелен Хаттон                 |
| Гаррі Меллінг      | Рой Лаферте                  |
| Крістін Гріффіт    | Емма Рассел                  |
| Дональд Рей Поллок | оповідач                     |

## Виробництво
Фільм був анонсований у вересні 2018 року, коли Том Холланд, Роберт Паттінсон, Кріс Еванс і Міа Васіковська були заявлені на головні ролі. Антоніо Кампос написав сценарій і поставив фільм, а Джейк Джилленхол — спродюсував. У січні 2019 року Білл Скарсгорд і Еліза Сканлен приєдналися до акторського складу, а Netflix розпочав розповсюджувати фільм. Себастьян Стен прийшов на заміну Евансу після того, як конфлікти з розкладом змусили його виїхати і особисто рекомендував Стена на своє місце. Крім того, Джейсон Кларк, Райлі Кіо і Хейлі Беннет були оголошені частиною акторського складу. У березні 2019 року Гаррі Меллінг приєднався до акторського складу фільму.
Знімання фільму почали 19 лютого 2019 року в Бірмінгемі, штат Алабама, Пелл-Сіті, штат Алабама, Аннистоне, штат Алабама і Дітсвиллі, штат Алабама. Знімання фільму в Монтевалло, штат Алабама, відбулося 11 березня 2019 року. Знімання фільму завершили 15 квітня 2019 року.

## Нагороди та номінації
| Список нагород та номінацій       | Список нагород та номінацій | Список нагород та номінацій                 | Список нагород та номінацій           | Список нагород та номінацій | Список нагород та номінацій |
| Кінофестиваль/Кінопремія          | Рік                         | Категорія                                   | Номінант(и)                           | Результат                   | Дж                          |
| --------------------------------- | --------------------------- | ------------------------------------------- | ------------------------------------- | --------------------------- | --------------------------- |
| Асоціація кіножурналістів Індіани | 2020                        | Найкращий акторський ансамбль               | Диявол завжди тут                     | Номінація                   |                             |
| Асоціація кіножурналістів Індіани | 2020                        | Найкраща озвучка                            | Дональд Рей Поллок                    | Номінація                   |                             |
| Альянс жіночих кіножурналісток    | 2021                        | Найбільша вікова різниця між екранною парою | Райлі Кіо та Джейсон Кларк (20 років) | Номінація                   |                             |